# 파커 (영화)
《파커》(영어: Parker)는 2013년 개봉된 미국의 액션 범죄 스릴러 영화이다. 테일러 핵퍼드가 연출하고, 제이슨 스테이섬, 제니퍼 로페즈 등이 출연하였다.
이 영화는 2013년 1월 24일 네바다주 라스베이거스에서 전 세계 최초로 상영되었으며, 2013년 1월 25일 미국에서 개봉되었다. 많은 평론가들이 원작 소설이 빈약하게 각색되었다고 느꼈으며 지난 몇 년간 이어진 스테이섬의 수준 이하 액션 영화들 중 하나라는 리뷰와 함께 엇갈린 평가를 받았다.

## 줄거리
전문 도둑 파커는 동료들과 함께 오하이오주 박람회를 털다가 동료 하나가 파커의 계획을 멋대로 변경하면서 불필요한 살인이 발생하자 동료들과 갈등을 겪게 된다. 파커는 새로운 보석 강도 제안을 거절하고, 동료들은 그를 살해하려 하지만 실패한다.
살아남은 파커는 복수를 다짐하고, 부유한 텍사스주 석유 재벌로 위장해 플로리다주 팜비치 고급 주택을 알아보는 과정에서 부동산 중개인 레슬리를 만나게 된다. 레슬리는 파커가 가짜 신분을 내세웠음을 알게 되지만 돈을 위해 그를 돕기로 한다.
파커는 동료들이 인근 보석 경매를 노린다는 것을 파악하고, 레슬리의 도움을 받아 그들에게 복수할 계획을 세운다. 동료들이 보석을 훔친 뒤 파커는 치열한 격투 끝에 동료들을 모두 처치하고 레슬리에게 보석을 맡긴다.
동료 중 하나의 삼촌인 시카고 마피아 두목까지 제거하면서 복수를 마무리한 파커는 레슬리에게 보석의 일부를 나눠 주고 자신을 도와준 농부들에게도 돈을 보낸다.

## 출연진
- 제이슨 스테이섬 - 파커 역
- 제니퍼 로페즈 - 레슬리 로저스 역
- 마이클 치클리스 - 멀랜더 역
- 웬들 피어스 - 칼슨 역
- 클리프턴 콜린스 주니어 - 로스 역
- 보비 캐너발리 - 제이크 퍼낸데즈 역
- 패티 루폰 - 어센션 역
- 마이카 하우프트먼 - 오거스트 하드윅 역
- 에마 부스 - 클레어 역
- 닉 놀티 - 헐리 역
- 살라 베이커 - 어네스토 역